# Tmolus zizza
Tmolus zizza är en fjärilsart som beskrevs av William Chapman Hewitson. Tmolus zizza ingår i släktet Tmolus och familjen juvelvingar. Inga underarter finns listade i Catalogue of Life.